# Malagueña
Pour les articles homonymes, voir Malagueña (homonymie).

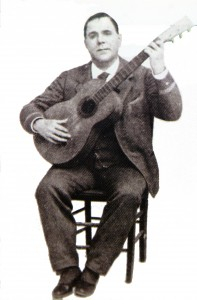
Le chanteur et guitariste de flamenco Juan Breva créateur et interprete de la malagueña.

La malagueña est un chant mélodique typique du flamenco .

## Présentation
La malagueña est un chant mélodique (cante) au rythme ternaire traditionnel espagnol et provenant particulièrement de Malaga.
Elle a été créée à partir d'une danse accompagnée de chants au XIXe siècle. Maurice Ravel en compose une pour sa Rapsodie espagnole.
La malagueña est aussi une composition appropriée à la danse folklorique ou classique, jouée en Espagne en général par un grand orchestre ou très souvent chantée avec des mandolines et guitares.
Les célèbres danseuses de flamenco La Argentina (1932 : Malagueña, musique d'Albeniz) et La Argentinita s'y illustrèrent notamment.